# Eutrichosomella aereiscapus
Eutrichosomella aereiscapus is een vliesvleugelig insect uit de familie Aphelinidae. De wetenschappelijke naam is voor het eerst geldig gepubliceerd in 1924 door Girault.